# Robert Glință
Robert Andrei Glință (Pitești, 18 aprile 1997) è un ex nuotatore rumeno, qualificato alle Olimpiadi di Rio de Janeiro del 2016 nei i 100 metri dorso e nei 200 metri dorso. Detiene il record mondiale junior per i 100 metri dorso (vasca corta), con un tempo di 50,77 secondi.

## Palmarès
- Mondiali in vasca corta

Abu Dhabi 2021: bronzo nei 100m dorso.
- Europei:

Glasgow 2018: argento nei 50m dorso.
Budapest 2020: oro nei 100m dorso e argento nei 50m dorso.
- Europei in vasca corta

Copenaghen 2017: bronzo nei 100m dorso.
Glasgow 2019: bronzo nei 100m dorso.
Kazan 2021: argento nei 100m dorso e bronzo nei 50m dorso.
- Mondiali giovanili

Singapore 2015: oro nei 100m dorso.

## International Swimming League
| Stagione 2019 | Stagione 2020 | Stagione 2021 |
| ------------- | ------------- | ------------- |
| Iron          | Iron          | Iron          |